# Tapinoma schultzei
Tapinoma schultzei este o specie de furnică din genul Tapinoma. Descrisă de  Forel în 1910, specia este endemică pentru Botswana, Kenya și Zimbabwe.